# Anton Grath
Anton Grath (* 18. Oktober 1881 in Wien; † 10. April 1956 ebenda) war ein österreichischer Bildhauer und Medailleur.

## Leben
Anton Grath war Schüler des Anton Brenek an der Wiener Staatsgewerbeschule. Danach wurde er in die Wiener Akademie der bildenden Künste aufgenommen, wo Edmund von Hellmer und Hans Bitterlich seine Lehrer waren. In weiterer Folge wurde Grath Meisterschüler von Carl Kundmann und Rudolf Marschall. Studienreisen führten Grath nach Berlin, Zürich, Moskau und Olmütz. Er schuf zahlreiche große Plastiken, insbesondere religiöse Darstellungen; Denkmäler und Porträts sowie Medaillen und Plaketten. Seine Werke weisen eine solide Technik und strenge Stilisierung auf.
1916 bat Grath um Aufnahme in das k.u.k. Kriegspressequartier (KPQ), was ihm jedoch mit der Begründung, dass bereits genügend Bildhauer im KPQ beschäftigt seien, versagt wurde. Von 1916 bis 1920 wirkte Grath in den Ende 1915 von Hans Spitzy (1872–1956) eingerichteten und geleiteten, dem Kriegsorthopädischen Spital (Reservespital Nr. 11. Gassergasse 44–46, Wien-Margareten) angeschlossenen Invalidenschulen (und Schulwerkstätten).

## Werke (Auszug)
Werke aus der Hand von Anton Grath befinden sich heute u. a. in den Sammlungen des Wiener Heeresgeschichtlichen Museums sowie der Österreichischen Galerie Belvedere.
- Statuette Kaiser Franz Joseph I., 1911, Legierung, 10 × 7,8 × 25,8 cm, Heeresgeschichtliches Museum, Wien
- Statuette Kaiser und Invalide, 1915[5]
- Relief Profilkopf mit Eichenlaub umwundener Stahlhelm, nach 1918, Gips überstrichen, 54,5 × 4 × 60 cm, Heeresgeschichtliches Museum, Wien
- Bildniskopf Kopf mit Stahlhelm, nach 1918, Gipshohlguss bronziert, 29 × 37 × 60 cm, Heeresgeschichtliches Museum, Wien
- Statuette Halbnackter Jüngling, nach 1918, Gips überstrichen, 26 × 16 × 67 cm, Heeresgeschichtliches Museum, Wien
- Bronze-Büste von Friedrich Schiller im Schillerpark, Peraustraße, Villach